# رین یرولیل
رین یرولیل (استونیایی: Rein Järvelill؛ زادهٔ ۱۶ آوریل ۱۹۶۶) سیاستمدار و نماینده سابق اهل استونی است.